# Kolcokopacz
Kolcokopacz (Clyomys) – rodzaj ssaków z podrodziny Euryzygomatomyinae w obrębie rodziny kolczakowatych (Echimyidae).

## Zasięg występowania
Rodzaj obejmuje jeden żyjący współcześnie gatunek występujący w centralnej Brazylii i Paragwaju.

## Morfologia
Kolcokopacze są gryzoniami o średniej wielkości, wyglądem zewnętrznym zbliżonych do myszowatych. Długość ciała (bez ogona) 150–295 mm, długość ogona 48–89 mm; masa ciała 100–350 g. Korpus kształtu szczurzego, średniej wielkości oczy. Ogon ma długość mniej więcej połowy wymiaru ciała. Przednie łapy mają 4 funkcjonalne palce, a tylne 5. Wzór zębowy: I {\displaystyle {\tfrac {1}{1}}} C {\displaystyle {\tfrac {0}{0}}} P {\displaystyle {\tfrac {1}{1}}} M {\displaystyle {\tfrac {3}{3}}} = 20.

## Systematyka
Rodzaj zdefiniował w 1916 roku angielski zoolog Oldfield Thomas na łamach The Annals and Magazine of Natural History. Na gatunek typowy Thomas wyznaczył (oryginalne oznaczenie) kolcokopacza szerokogłowego (C. laticeps).

### Etymologia
Clyomys: gr. κλυω kluo ‘słyszeć, usłyszeć’; μυς mus, μυος muos ‘mysz’.

### Podział systematyczny
Do rodzaju należy jeden współcześnie występujący gatunek:
- Clyomys laticeps O. Thomas, 1909 – kolcokopacz szerokogłowy

Opisano również gatunek wymarły z holocenu Brazylii:
- Clyomys riograndensis Hadler, Verzi, Vucetich, Ferigolo & Ribeiro, 2008